# Сегунда Федерасьйон
Сегунда Федерасьйон (ісп. Segunda Federación), раніше відомий як Сегунда Дивізіон КІФФ — четвертий за значимістю дивізіон у системі футбольних ліг Іспанії після Прімери, Сегунди та Прімери КІФФ, заснований у 2021 році замість Терсери. Він управляється Королівською іспанською футбольною федерацією і має напівпрофесіональний статус.

## Історія
У 2020 році Королівська федерація футболу Іспанії оголосила про створення трьох нових дивізіонів, двох напівпрофесіональних та одного аматорського: Прімера Дивізіон КІФФ як новий третій рівень іспанської футбольної системи;, Сегунда Дивізіон КІФФ як новий четвертий рівень (при проведенні змагання використовується той самий принцип, що використовувався у Сегунді Б); і Терсера Дивізіон КІФФ як новий п'ятий рівень (так само, як і в Терсері, відповідно до правил проведення якого утворюються групи, які обмежені будь-якою автономною спільнотою та керуються місцевими органами управління).
У липні 2022 року Другий дивізіон Королівської іспанської футбольної федерації (ісп. Segunda División RFEF) був перейменований на Сегунда Федерасьйон (ісп. Segunda Federación).

## Формат проведення
Дивізіон складається із 90 команд, які поділені на п'ять груп по 18 у кожній. За підсумками чемпіонату команда-переможець кожної групи автоматично отримує підвищення у класі, піднімаючись на один рівень ліг вище (у Прімеру КІФФ), а команди, які посіли друге-п'яте місце у своїх групах, зіграють у плей-оф за підвищення, розігруючи ще 5 путівок. По п'ять найгірших команд в кожній групі покидають цей дивізіон та вилітають до нижчої ліги, крім того, чотири найгірші команди, які посіли 13-е місце, потрапляють у плей-оф на виліт, щоб визначити ще дві команди, які вилетять до Терсери Дивізіон КІФФ.